# Diébougou
Diébougou là một tổng thuộc  tỉnh Bougouriba ở tây nam Burkina Faso. Thủ phủ là thị xã Diebougou. Theo điều tra dân số năm 2006, tổng này có 41.348 dân.

## Các thị xã và làng xã
• Thị xã Diébougou • Balignar • Bamako • Bapla • Bapla-Birifor • Barindia • Dankoblé • Danko-Tanzou • Diasser • Kolepar • Konsabla • Lokodja • 
Mebar • Moulé • Moutori • Mouvielo • Naborgane • Navielgane • Segré • Sorgon • Tampé • Tansié • Tiedia • Voukoun • 